# Інформаційно-вимірювальна система
Вимі́рювальна інформаці́йна систе́ма (ВІС) — сукупність засобів вимірювальної техніки, засобів контролю, діагностування та інших технічних засобів, об'єднаних для створення сигналів вимірювальної та інших видів інформації з метою надання її споживачеві (в тому числі в АСК) у потрібному вигляді.
За ГОСТ 8.437-81:
Інформаці́йно-вимі́рювальна систе́ма  — сукупність функціонально об'єднаних вимірювальних, обчислювальних та інших допоміжних технічних засобів для отримання вимірювальної інформації, її перетворення, обробки з метою представлення споживачу (в тому числі введення в АСУ) в необхідному вигляді або автоматичного здійснення логічних функцій контролю, діагностування, ідентифікації.

## Призначення
Основне призначення ВІС — цілеспрямоване оптимальне проведення вимірювального процесу і забезпечення суміжних систем вищого рівня достовірною інформацією. Виходячи з цього основні функції ВІС такі:
- отримання вимірювальної інформації з об'єкту дослідження;
- обробка, передача і подання вимірювальної інформації оператору або ЕОМ;
- запам'ятовування і зберігання вимірювальної інформації;
- формування керувальних впливів управління процесом вимірювання.

## Основні характеристики ВІС
Вимірювальна інформаційна система є складним об'єктом техніки, що має ряд характеристик, основними з яких є інформаційні і метрологічні. Основні інформаційні характеристики такі:
- параметри інформаційного потоку від об'єкта на систему в цілому та на її окремі елементи;
- продуктивність елементів ВІС;
- необхідні ємкості запам'ятовувальних пристроїв елементів ВІС.

Основними метрологічними характеристиками ВІС є точність та достовірність вимірювань. 

## Класифікація
Найпоширенішою є класифікація ВІС за функціональною ознакою, за якою вони реалізуються у вигляді:
- вимірювальних систем;
- систем автоматичного контролю;
- систем технічного діагностування;
- систем розпізнавання образів (ідентифікації);
- систем телевимірювання.

В системи технічної діагностики, автоматичного контрою та розпізнавання образів ВІС входить як підсистема.

## Галузі використання ВІС
До основних сфер використання інформаційних-вимірювальних систем відносяться:
- інженерні системи життєзабезпечення людини (тепло-, газо-, електро- і водопостачання, каналізація, вентиляція тощо);
- контроль та керування технологічними процесами;
- контроль та керування рухомими об'єктами;
- моніторинг навколишнього середовища;
- контроль якості продукції;
- випробування та діагностика складної техніки;
- автоматизація наукових досліджень;
- метрологічні випробування засобів вимірювання тощо.

Приклад:
Інформаційно-вимірювальна система промислового робота — система, що забезпечує сприйняття та оброблення інформації про зовнішнє середовище, в якому функціонує робот, і внутрішньої інформації про стан вузлів, механізмів та систем робота за ДСТУ 2879-94